# 代顿 (纽约州)
代顿（英語：Dayton）是位于美国纽约州卡特罗格斯县的一个镇，地处卡特罗格斯县西北部。2010年美国人口普查时，该镇有1886人。最早的定居者于1810年左右到达此地。1835年，